# Vírio Lupo (cônsul em 278)
Vírio Lupo (em latim: Virius Lupus) foi um oficial romano do século III, ativo durante o reinado dos imperadores Galiano (r. 253–268), Aureliano (r. 270–275) e Probo (r. 276–282). 

## Vida

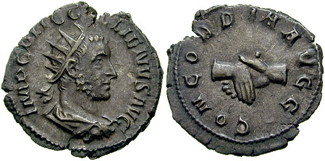
Antoniniano de Galiano r.

Lupo era talvez filho de Lúcio Vírio Lupo, cônsul em 232, e sem dúvida ancestral de vários Lupos. Sua carreira é registrada em duas inscrições. Na segunda (xiv 2078) aparece como consular da II Região Celimôncio de Roma e curador de Laurento e Lavínio, ambas no Lácio. Pensa-se que foi cônsul sufecto antes de ca. 275. Na primeira inscrição registra-se vários ofícios. O primeiro deles foi de presidente da Arábia Pétrea, posto que ocupou antes de 259, num tempo que o retor Calínico de Petra dedica-lhe a obra chamada Sobre Manerismo Retórico. Depois torna-se presidente da Celessíria, posto que ocupou na década de 260; embora a região estava nominalmente sujeita a Galiano, Lupo respondeu a Odenato de Palmira
Em 271-272, estava servindo como procônsul da Ásia e muda sua aliança de Zenóbia (esposa de Odenato) para Aureliano. Ele esteve muito envolvido na restruturação da Síria zenobiana por Aureliano após a subjugação do oriente pelo imperador. Durante esse tempo, foi também juiz da sagradas cognições do Egito e Oriente. Isso foi seguido pela nomeação como pontífice do Sol, uma das primeiras nomeações feitas por Aureliano a seu novo colégio de sacerdotes servindo Sol Invicto. Enquanto no Oriente, apoiou Probo quando se proclamou imperador em 276 e como recompensa foi feito cônsul posterior com Probo. após seu mandato, foi nomeado prefeito urbano de Roma, posição que reteve de 278 a 280.